# Full Gear
Full Gear è un evento in pay-per-view di wrestling organizzato annualmente dalla All Elite Wrestling a partire dal 2019.

## Edizioni
| Edizione        | Data             | Città        | Main event                    |
| --------------- | ---------------- | ------------ | ----------------------------- |
| 2019 (Dettagli) | 9 novembre 2019  | Baltimore    | Jon Moxley vs. Kenny Omega    |
| 2020 (Dettagli) | 7 novembre 2020  | Jacksonville | Eddie Kingston vs. Jon Moxley |
| 2021 (Dettagli) | 13 novembre 2021 | Minneapolis  | Adam Page vs. Kenny Omega     |
| 2022 (Dettagli) | 19 novembre 2022 | Newark       | Jon Moxley vs. MJF            |
| 2023 (Dettagli) | 18 novembre 2023 | Inglewood    | Jay White vs. MJF             |